# 파리 세계청년화가대회
파리 세계청년화가대회(프랑스어: Jeunes Peintres du Monde à Paris)는 당시 국제연합교육과학문화기구(UNESCO) 산하기관으로 있던 국제조형예술협회(IAA)의 프랑스위원회 주최로 1961년 10월 2일부터 10월 28일까지 만 30세 미만의 각국 청년 대표 미술가들을 위해 제공된 연수 프로그램이다.

## 역사적 배경

### 1945년 유네스코 설립
유네스코는 국제연합의 교육과학문화기구로 1945년 11월 16일 창설되었다. 제2차 세계대전이 여전히 진행 중이던 1942년 11월 16일에 연합국의 교육부 장관들이 영국 런던에 모여 전쟁으로 파괴된 세계를 재건할 방법을 논의한 것을 시작으로, 이듬해인 1943년 4월부터 6월에는 미국 샌프란시스코에서 교육과 기타 부문을 담당할 국제기구에 대한 필요성을 느끼며 유엔 회의를 개최했고, 1943년 10월 30일 모스크바 선언에서는 그 논의 결과를 공표한 뒤, 유네스코창설준비위원회의 37개국 대표들이 영국 런던에 다시 모여 1945년 11월 16일에 유네스코 헌장을 작성했다. 이렇게 시작한다.

"이 헌장의 당사국 정부는 그 국민을 대신하여 다음과 같이 선언한다. 전쟁은 인간의 마음 속에서 생기는 것이므로 평화의 방볍을 세워야 할 곳도 인간의 마음속이다.
서로의 풍습과 생활에 대한 무지는 인류 역사를 통하여 세계 국민들 사이에 의혹과 불신을 초래한 공통적인 원인이며, 이 의혹과 불신으로 인한 그들의 불일치가 너무나 자주 전쟁을 일으켰다.
이제 막 끝난 무서운 대전쟁은 인간의 존엄, 평등, 상호존중이라는 민주주의 원리를 부인하고, 이러한 원리 대신에 무지와 편견을 통하여 인간과 인종에 대한 불평등이라는 교의를 퍼뜨림으로써 일어날 수 있었던 전쟁이었다.
문화의 광범한 보급과 정의, 자유, 평화를 위한 인류의 교육은 인간의 존엄에 불가결한 것이며 또한 모든 국민이 상호 원조와 상호 관심의 정신으로써 완수해야 할 신성한 의무이다. 정부의 정치적, 경제적 조정에만 기초를 둔 평화는 세계 국민들의 일치되고 영속적이며 성실한 지지를 확보할 수 있는 평화가 아니다. 따라서 평화를 잃지 않기 위해서는 인류의 지적, 도덕적 연대 위에 평화를 건설하지 않으면 안된다.
이러한 이유에서 이 헌장의 당사국은 교육의 기회는 모든 사람에게 충분하고 평등하게 주어져야 하고 객관적 진리는 구속받지 않고 탐구되어야 하며 사상과 지식은 자유로이 교환되어야 함을 확신하면서, 국민들 사이의 의사소통 수단을 발전 확대시키는 동시에, 서로를 이해하고 서로의 생활을 더욱 진실하고 더욱 완전하게 알도록 하기 위하여 이러한 수단을 사용할 것을 동의하고 결의한다. 이 헌장의 당사국들은 세계 국민들 사이의 교육, 과학, 문화적 관계를 통하여 국제연합의 설립 목적이며 또한 국제연합 헌장이 선언하고 있는 세계 평화와 인류 공동의 복리라는 목적을 촉진하기 위하여 국제연합교육과학문화기구(유네스코)를 창설한다."

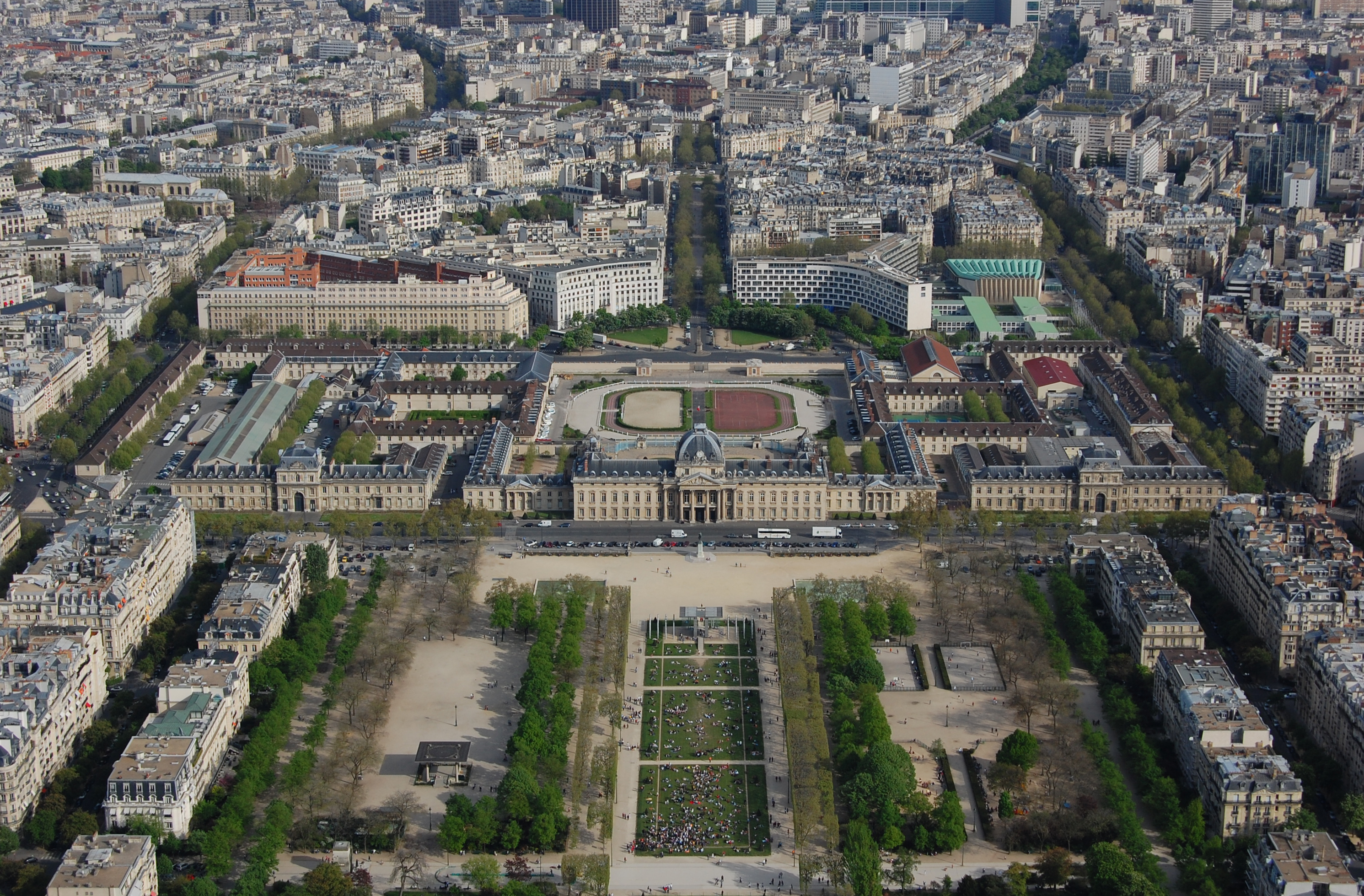
유네스코 본부 건물

유네스코 본부는 프랑스 파리 7구에 있다. Y자 모양의 디자인 때문에 ‘삼별(three-pointed star)’이라는 별칭을 가진 퐁뜨누아 빌딩(Fontenoy)은 당대의 유명 건축가였던 헝가리의 마르셀 브로이에, 이탈리아의 피에르 루이쥐 네르비, 프랑스의 베르나르 제르퓌스가 공동으로 디자인해 1958년에 완공했다. 유네스코는 1946년부터 1952년까지 매년 정기 총회를 열었고, 1954년 제8차부터 지금까지 2년에 한번씩 총회를 열고 있다. 유네스코 각국 위원회의 위원장은 그 나라의 교육부 장관이 당연직으로 장관 재임 기장 중에 맡게 되며, 유네스코 총회의 의장 및 집행위원회의 위원장은 그들 중 따로 선출되며, 현재는 유네스코 사무총장이라고 호칭된다.

#### 1948년 예술가의 자유에 대한 발의
1948년 레바논 베이루트에서 열린 제3회 유네스코 총회에서 “예술가들이 유네스코의 목적을 따라 사회에 공헌하게 할 방안"을 강구하자는 제안이 나오자 유네스코 초대 사무총장이던 영국의 줄리언 헉슬리는 회원들에게 예술가로서 걸어가는 길에 어떤 종류의 사회적, 경제적, 정치적 장애가 있는지 찾아내서 예술가들의 작업 조건을 개선시키고 그들의 예술적 자유를 보장할 수 있게 할 조치를 제안해줄 것을 당부했다.

1949년 2월 유네스코 본부에 제출된 그 총회 기록물을 보면, '제10장. 프로그램과 예산 위원회의 보고에 따라 채택된 결의안'의 '1. 유네스코 프로그램' 부분의 '6. 문화적 활동' 부분에 다음과 같이 기록되어 있다.

6.15. 예술가의 자유 : 유네스코 사무총장은 다음에 대해 전달 받았다.
6.151. 세계 전역의 예술가들이 활발하게 참여하는 상태에서 창의적인 예술가들이 유네스코의 목적을 위해 어떤 기여를 할 수 있을지 조사를 시행할 것
6.152. 예술가들이 제 기능을 수행하는 데 현재 어떤 사회적, 경제적 그리고 정치적 영향력들이 간섭하고 있는지 확인할 것
그리고 그러한 장벽들을 제거하거나 완화하기 위해 어떤 조치가 있어왔고, 앞으로 어떤 조치를 취할 수 있는지 확인할 것
예술가들의 작업 조건이 개선되고 그들의 자유가 보장받을 수 있는 방법들에 무엇이 있는지 확인할 것
6.153. 총희의 첫번째 회의에서 채택되고 세 번째 회의에서 확언된 예술가의 자유에 대한 우리의 결의안을 어떻게든 이행할 계획들을 제시할 것

1951년 파리에서 개최된 제6차 총회 때 본 문제에 대한 해결책이 다음과 같이 제시되었다. 유네스코 총장은 시각예술분야의 예술가들을 국제적으로 대변하고 유네스코 업무와 관련해서 긴밀하게 협조할 국제예술가협회의 설립 가능성에 대해 예비 조사를 시행한다. 그 결과를 제7회 총회에 제출하고, 제1회 국제예술가회의에서 그에 대해 보고하고 소통한다.

#### 1952년 국제예술가회의[6]
국제예술가회의(International Conference of Artists)를 준비하면서 각 나라의 예술가 협회에 자문을 구할 필요를 느낀 당시 유네스코 사무총장이었던 멕시코의 하이메 토레스 보데토는 1951년 4월 5일 회원국 정부에 공문(CL/497)을 돌려 자국의 대표적인 시각예술가 협회들이 있다면 그 명단을 보내달라고 요청하면서 다음의 질문을 던졌다. 

1) 시각예술 분야에 있어 국제예술가협회 설립이 바람직하다고 생각하는가?

2) 회원국 수가 한정적이더라도 시각예술 분야에 있어 이미 권위를 확보한 국제예술가협회를 혹시 알고 있는가?
그런 협회가 있다면, 그것을 더 크고 더 많은 나라를 대표할 수 있는 협회로 통합시키는 게 바람직하다고 생각하는가?
3) 그런 국제적 협회를 구성하는 것은 각 나라의 예술가 단체여야 할까, 아니면 개인이어야 할까, 혹은 둘 다여야 할까?

4) 이러한 새로운 국제적 협회의 주요 목적과 활동은 무엇이어야 한다고 생각하는가? 

이에 대해 25개 국가(호주, 오스트리아, 벨기에, 버마, 캐나다, 실론(구. 스리랑카), 노르웨이, 스위스, 태국, 영국, 미국, 유고슬라비아)로부터 답변이 당도했고, 그 결과를 보고 5월 28일부터 30일까지 유네스코 하우스에 모인 전문가 위원회에서 국제시각예술협회의 창설을 권고했다. 
1952년 3월 총장은 다시 (3) 항목을 제외한 같은 설문지에 답변해달라고 각 회원국 정부가 제출한 국내 예술가 협회에 공문을 돌렸다. 그 중 22개국(호주, 브라질, 실론, 코스타리카, 도미니카 공화국, 에쿠아도르, 프랑스, 과테말라, 온두라스, 인도, 인도네시아, 이스라엘, 이탈리아, 일본, 레바논, 룩셈부르크, 멕시코, 네덜란드, 스웨덴, 영국, 미국, 베트남)의 정부로부터 답변을 들었고, 나머지 7개 국가(버마, 캐나다, 콜롬비아, 쿠바, 필리핀, 엘살바도르, 베네수엘라)는 나중에 답변하겠다고 했지만 예비조사 보고서 작성 시점까지 답을 듣지 못했다. 17개국(오스트리아, 벨기에, 브라질, 캐나다, 실론, 덴마크, 프랑스, 그리스, 인도네시아, 이스라엘, 이탈리아, 룩셈부르크, 네덜란드, 스웨덴, 스위스, 영국, 미국)의 44개 예술가협회로부터 상세한 답변서가 제출되었다. 덕분에 1952년 상반기 동안 33개국의 의견을 모두 수렴할 수 있었다. 
1952년 이탈리아 베니스에서 9월 22일에서 28일까지 제1회 국제예술가회의가 개최되었고, 같은 해 베니스에서 열린 제7회 유네스코 총회 때 4쪽 짜리 영문 및 불문으로 묶은 “국제시각예술분야예술가협회 설립에 대한 예비조사 보고서”가 제출되었다. 그 총회에서 만장일치로 국제시각예술분야의 예술가협회 구성안을 통과시킨 덕분에 총회에 참석한 44개 회원국의 대표 예술가들로 준비위원회가 꾸려졌고, 이탈리아의 지노 세베리니(Severini)를 의장으로 한 집행위원회가 구성되었다. 프랑스의 앙드레 로트(André Lhote)가 부의장이 되었고, 미국의 빌링스(Billings), 유고슬라비아의 셀레보노비치(Celebonovic), 벨기에의 리플레이(Leplae), 노르웨이의 스콜드(Skold), 영국의 서덜랜드(Sutherland)가 준비위원으로 있었다. 담당 사무국장(Secretary-General)으로는 유네스코 사무국 일원이었던 라르디에라(Lardera)가 임명되었다. 집행위원회는 전세계에 흩어져 있는 시각예술 분야의 단체 및 협회들과 접촉해서 협회의 계획서 및 프로그램 초안을 작성하고 1954년 이탈리아에서 열릴 첫 총회를 준비하는 임무를 맡았고, 유네스코는 그 집행위원회와 계약을 맺고 필요한 기술적·경제적 지원을 하기로 결의했다. 당시 예비조사 때 모은 에세이와 성명서를 모아 유네스코는 <현대 사회의 예술가>란 제목의 책을 1952년 발간하기도 했다.

### 1954년 국제조형예술협회 설립
1954년 7월 14일~28일 이탈리아 베니스에서 집행위원회의 제38차 회의가 이루어질 때, 18개 회원 국가 대표들과 그 외 22개국에서 온 입회자들의 참석 하에 국제조형예술협회의 첫 집회가 열렸다. 당시 유네스코 사무총장이던 미국의 루터 에반스 박사(Dr. Luther H. Evans)는 협회의 첫 총회에 부치는 인사말에서 지금까지 400여개의 국제 비정부 기관이 유네스코와 연합해왔고, 그 중 예술 관련해서는 연극, 음악, 문학, 건축, 예술영화가 유네스코와 함께 일하고 있는데, 유독 시각예술 분야만 국제적 기구가 없고 홀로 고립되어 있다고 말했다. 

이 불만족스러운 상황은 계속되면 안 됩니다. 당신들은 더 이상 뒤처져서는 안 됩니다. 왜 시각예술가가 유일하게 고립되어 있는 창조적 일꾼이어야 합니까? 그림, 조각, 판화는 통역이 필요없는 의사소통 수단이 아니던가요? 시각예술가들의 관용적 표현은 전세계 모든 사람에게 즉시 이해되는 게 아니었던가요?  한 발 더 나아가, 시각예술가의 사회적 책임은 차치하고, 그의 이런 고립이 미학적 책임과 양립할 수 있는 겁니까? 시각적이고 확실한 형태를 취한다는 바로 그 이유 때문에 시각예술가들의 작업은 한 개인의 아름다움의 구현으로 그쳐서는 안 됩니다. 공간을 가지고, 그것이 느껴지게 해야 합니다. 유대감을 형성해야 합니다. 우리의 형제애는 그것을 기반으로 합니다. 시각예술가 여러분의 인격  안에 개인적이고 독특한, 가장 심오한 부분을 반영하여 다른 사람들을 위한 메시지를 담아내는 작업을 하고 있지 않습니까? 천재의 고립이라는 낭만주의적 신화에 더 이상 귀기울이지 맙시다. 예술작품의 출처는 그 개인 영혼의 심연에 있습니다. 그것을 고립과 혼동하지 맙시다. 그것을 대중에게 알립시다. 예술가에게 내려진 천형이자 저주라는 생각은 자기 작품의 운명에 대한 자신감 부족을 반영할 뿐입니다. 예술작품의 진정한 운명은 기쁨과 사랑입니다. 아름다운 것은 모두에게 기쁨입니다. 작가가 자신의 작품에 내재된 보편적인 친교의 약속을 깨닫지 못한다면 그는 유독 상상력이 이상하리만치 부족한 것일 것입니다.

- 유네스코 사무총장의 연설 내용中:2

그러면서 그는 유네스코에서 국제조형예술협회의 창립을 지원한 이유를 이렇게 말했다. "유네스코는 교육과 과학, 문화를 통해 사람들이 더 밀접한 관계를 맺을 수 있게 하려고 애쓰고 있습니다. 우리 조직의 임무는 다양한 문화 간에 상호 교류하고 상호 감사할 수 있는 최고의 기반이 될 인간 정신의 산물을 전 세계에 순환시키는 일이며, 바로 그 이유 때문에 국제조형예술협회의 위대한 행보를 기대하는 바입니다." 협회의 집행위원회가 소속 예술가들에게서 받은 의견에 비추어 사전에 작성한 14개의 항목에 대해 첫 총회의 참석자들이 논의를 진행했다. 국제간 협력을 지속시키는데 효과적일 기초를 제공하고자 당시에 고안된 일련의 조치로는 관세 장벽의 제거, 국가간 예술가 교환, 예술가들을 위한 센터나 레지던시 설립, 국제 경연대회 및 국제전 기획, 예술작품의 사진 촬영 및 아카이브 구성, 예술교육에 있어 시각예술가들의 역할 증진, 화가, 조각가 및 건축가들의 협업 과정에서 발생하는 문제들 해결 등이 있었다.
:2~3
한달 뒤인 1954년 11월 우루과이의 몬테비데오에서 열린 제8회 유네스코 총회 때 국제조형예술협회 설립이 정식으로 승인되고 지원금 증가도 결정되었다.

#### 국제조형예술협회 현황
처음에는 유네스코 산하기관이었으나, 현재는 비정부 기관인 유네스코 협력단체로 연결되어 있다. 불어로는 l'Association Internationale des Arts Plastiques(AIAP)라고 하고, 영어로는 처음에는 The International Association of Plastic Arts라고 표기했으나 현재는 The International Association of Art(IAA)라고 쓰고 있다. 
국제조형예술협회는 하나의 총회(General Assembly)와 지역별 코데네이터로 구성된 집행위원회(Executive Committee)가 있고, 회원국 각 나라의 미술가들을 대표하는 국가위원회(National Committee)로 구성되어 있다. 지역은 다섯으로 나뉘어 있으며, 유럽과 북미, 라틴 아메리카와 카리브해, 아시아와 태평양 연안, 아프리카, 그리고 아랍으로 분류 및 관리되고 있다. 총회는 최소한 4년에 한 번씩은 협회장의 소집으로 열리며, 집행위원회는 매년 한 번씩 혹은 총회 사이에 최소한 2번은 모여 회의를 진행한다. 총회의 공식 언어는 영어와 불어로 정해져 있다.   
2011년 제17차 국제조형예술협회 총회에서 재정립된 바에 따르면, 본 협회의 목표는 다음과 같다.

조항 2. 목표와 목적
2.1. 협회의 목적
2.1.1. 미학적, 정치적 혹은 그 어떤 편견도 없이 모든 나라, 국가 혹은 국민의 예술가들 간에 국제적이며 문화적인 협업을 자극하고,
2.1.2. 해당 국가의 수준 및 국제적인 수준에서 회원국 예술가들의 경제적이며 사회적인 위치를 향상시키고, 그들의 물질적이며 도적적인 권리를 수호한다.

## 세계청년화가대회

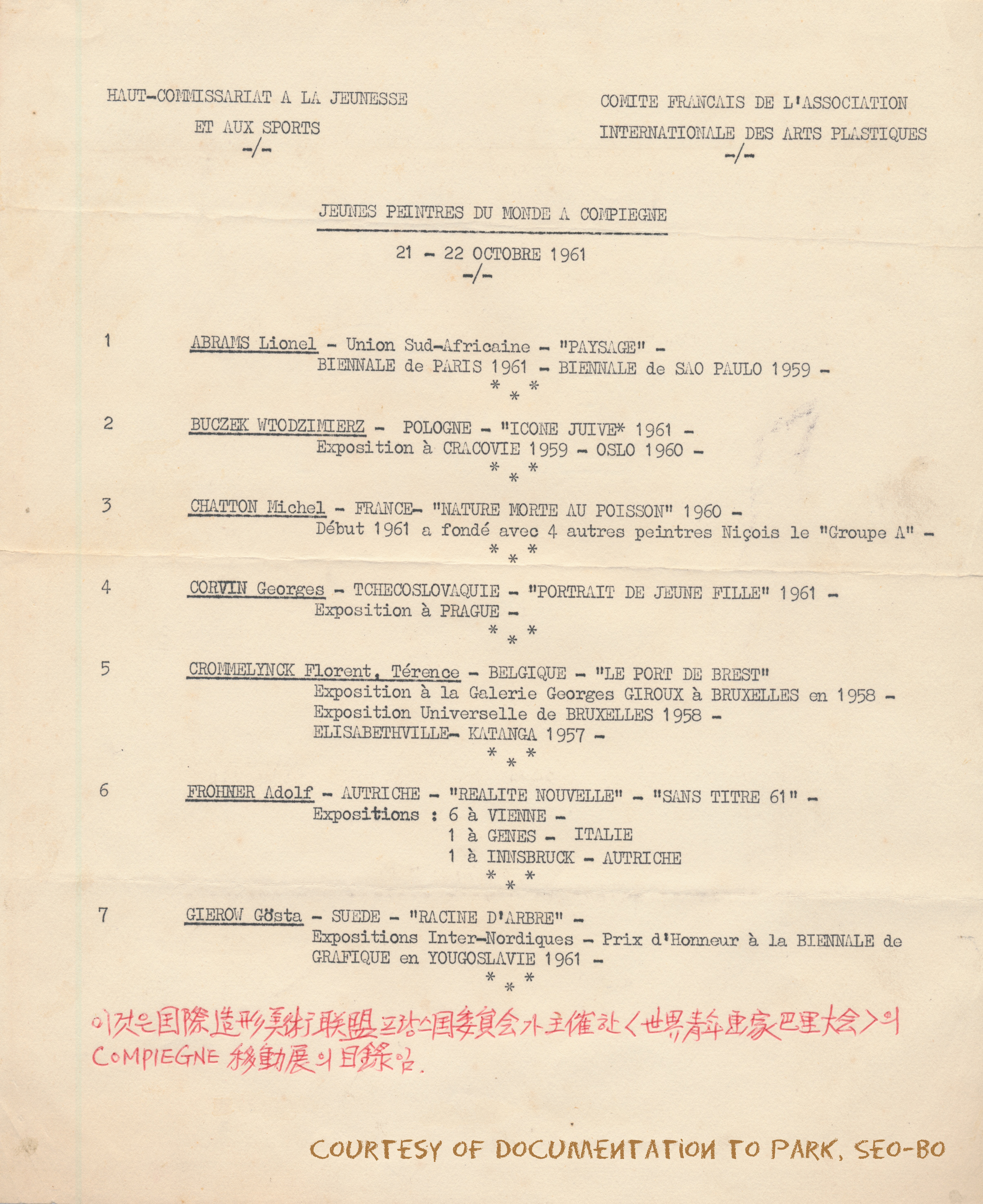
1961년 10월 22일-23일 콩피에뉴에서 개최된 세계청년화가대회 그룹전

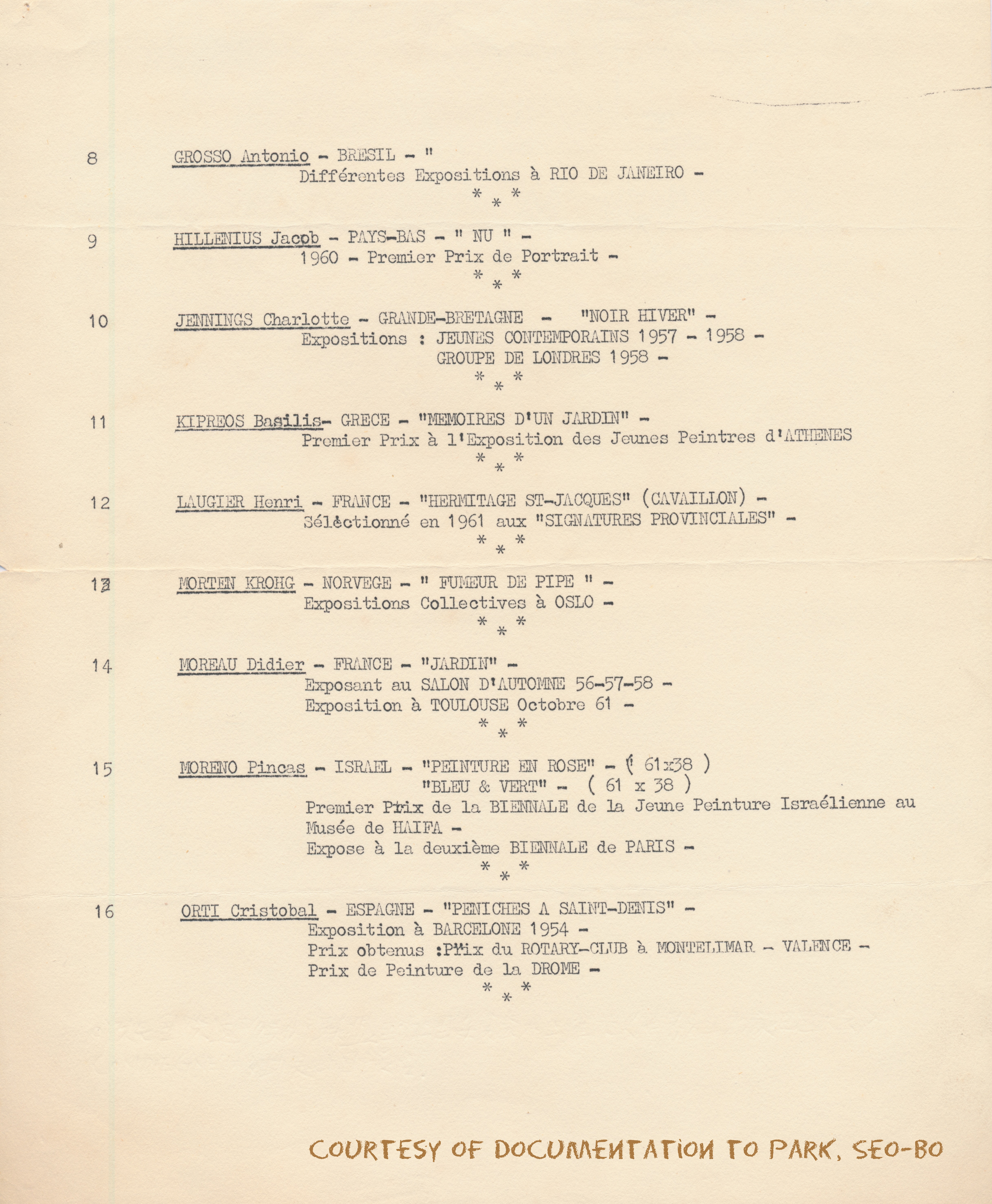
1961년 10월 22일-23일 콩피에뉴에서 개최된 세계청년화가대회 그룹전

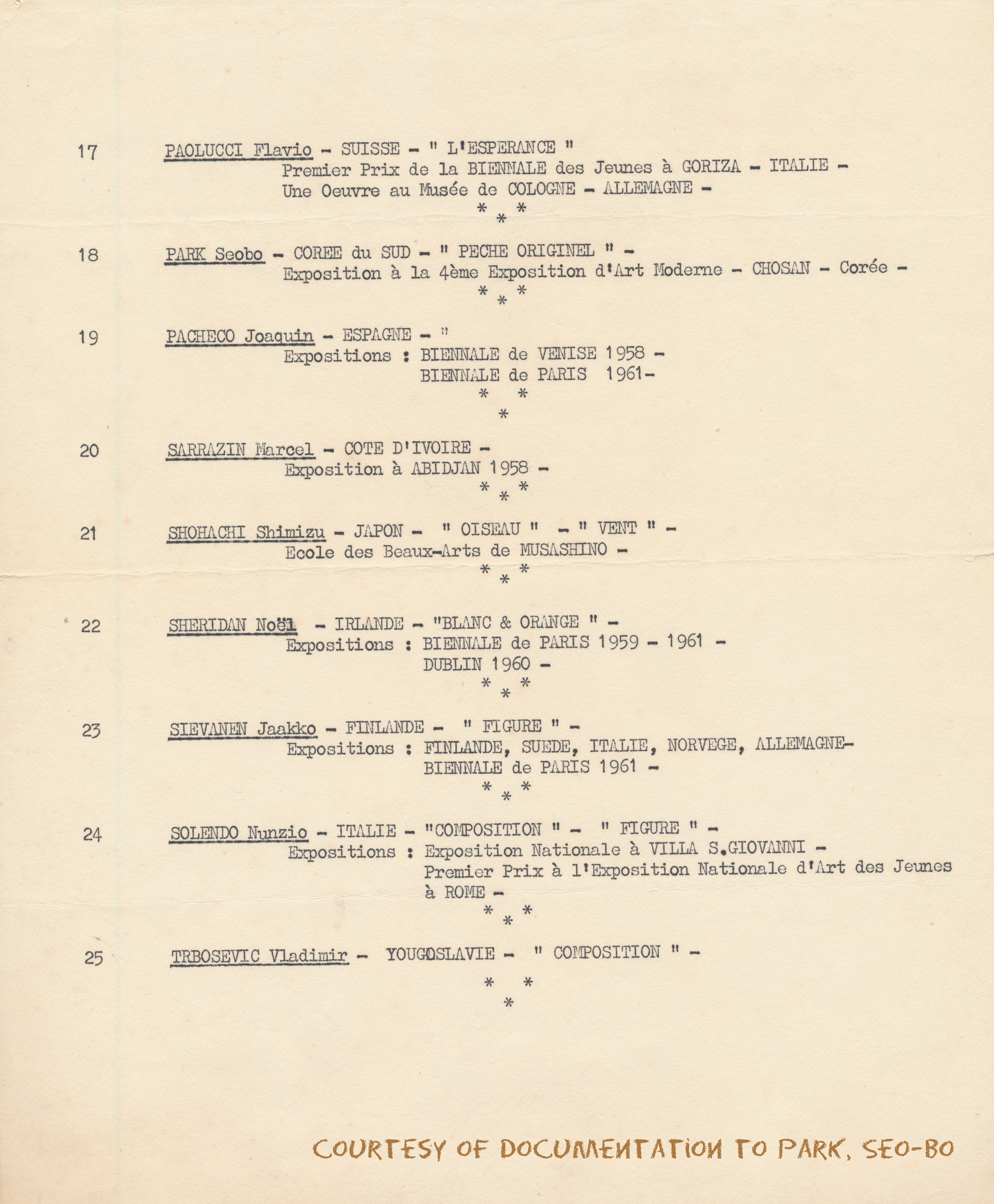
1961년 10월 22일-23일 콩피에뉴에서 개최된 세계청년화가대회 그룹전

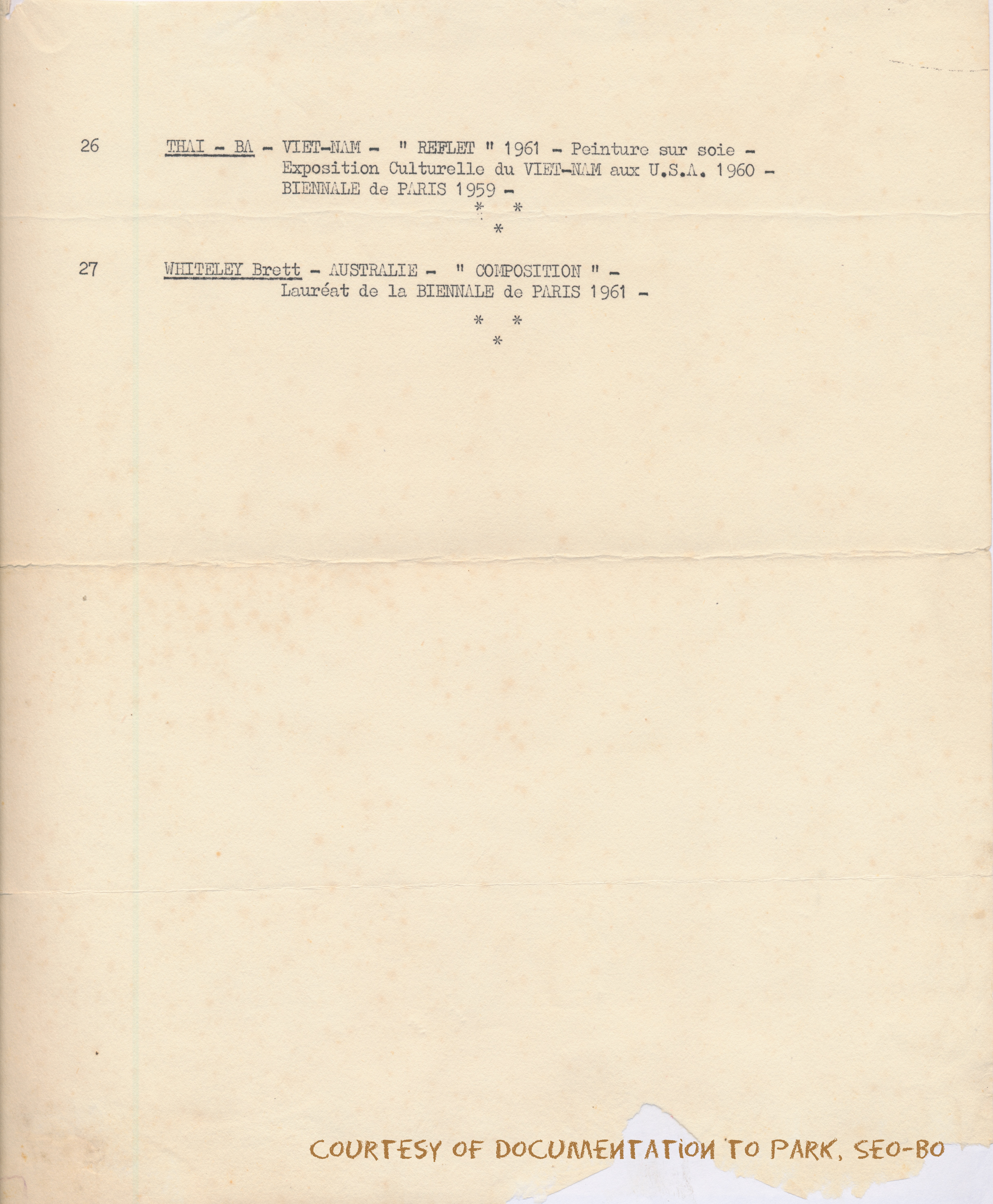
1961년 10월 22일-23일 콩피에뉴에서 개최된 세계청년화가대회 그룹전

### 1961년 파리대회
1961년 유네스코 후원 국제조형예술협회 프랑스위원회에서 주최한 파리 세계청년화가대회는 처음에는 1월 2일부터 28일까지 열리는 것이었지만, 제2회 파리 비엔날레가 9월 28일에 개최되는 것과 때를 맞추기 위해 10월 2일부터 28일로 시작일이 미루어졌다. 숙식을 제공 받는 일종의 연수 프로그램인 이 대회에 참가한 정확한 나라와 화가들에 대한 자료는 아직 발견되지 않았다. 
한국 대표로 그 대회에 참가한 박서보의 회고에 의하면, 영어나 불어를 하지 못하는 참가자가 많았고, 통역사가 제공되지도 못해서 서로 긴밀하게 소통할 수는 없었던 것 같다. 반 고흐의 무덤을 찾는 등 견학을 함께 하고, 예술에 대한 자신의 견해를 적어낸 인쇄물을 나눠 읽었지만 언어적 장벽으로 심화된 토론은 불가능 했던 것으로 보인다. 
세계청년화가대회의 부대행사로 합동전과 경연대회가 열렸다. 파리 인근에 새로 개발된 신생 도시 샤르셀(Sarcelles)을 주제로 그린 그림 2점씩을 내서 심사를 받게 했고, 콩피에뉴로 이동해 9월 21일에서 22일 이틀간 합동전도 개최했다. 경연대회에서는 한국 대표 박서보가 1등, 스위스 대표가 2등, 오스트리아 대표가 3등을 했고, 각 수상자에게는 상금이 주어졌다. 1등 상금은 미화 8천달러 정도였다고 박서보는 회고했다.

#### 참가국과 각국 대표
한국 대표로 그 대회에 참가한 박서보가 보관하고 있는 세계청년화가 합동전 출품 명단을 보면, 최소 24개국에서 27명의 젊은 작가들이 파리에 모였던 것은 확인된다. 그에 의하면, 프랑스, 이탈리아, 그리스, 오스트리아, 스위스, 스페인, 영국, 아일랜드, 스웨덴, 벨기에, 핀란드, 네덜란드, 노르웨이, 폴란드, 유고슬라비아, 체코슬로바키아, 남아프리카공화국, 아이보리 코스트(현.코트디부아르), 이스라엘, 베트남, 일본, 한국, 호주, 브라질에서 대표를 보냈고, 여성은 영국 대표 한 명 뿐이었다. 각국에서 1명씩 대표를 파견하는 것이 원칙이었지만, 행사 개최국인 프랑스는 대표를 세 명 참가시켰고, 스페인에서도 2명이 참가했다. 만 20세부터 만 30세까지의 화가들만 참여 가능했지만, 만 30세를 넘긴 참가자들도 있었다. 최연소 참가자는 호주 대표였다. 

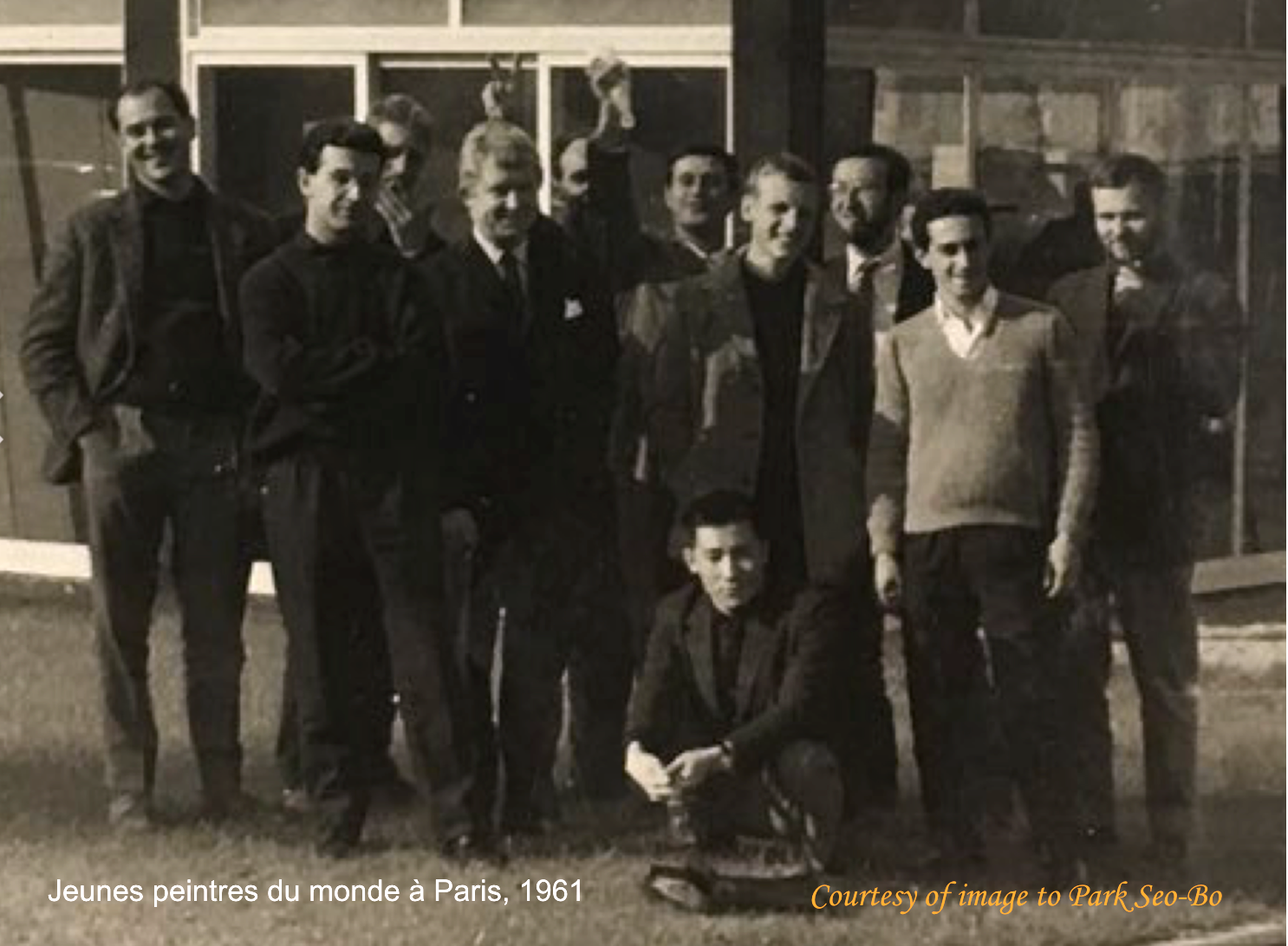
1961년 10월 2일-28일 유네스코 후원, 국제조형예술협회 프랑스위원회 주최, 파리 세계청년화가대회 참가자들

| 참가국           | 참가작가                                                           | 출품작                                                     |
| ---------------- | ------------------------------------------------------------------ | ---------------------------------------------------------- |
| 한국             | 박서보(Park Seo-Bo, 1931~)                                         | Péché originel(원죄)                                       |
| 일본             | 시미즈 쇼하치(清水昭八, Shimizu Shohachi, 1933~1996)               | Oiseau(새) & Vent(바람)                                    |
| 베트남           | 타이바번(Thai-Ba Van, 1934~1999)                                   | Reflet(반영)                                               |
| 호주             | 브렛 화이틀리(Brett Whiteley, 1939~1992)                           | Composition(구성)                                          |
| 브라질           | 안토니우 그로수(Antônio Grosso, 1935~2018)                         | ?                                                          |
| 남아프리카공화국 | 라이어널 에이브럼스(Lionel Abrams, 1931~1997)                      | Paysage(풍경)                                              |
| 아이보리 코스트  | 마르셀 사라젱(Marcel Sarrazin, 1928~1979)                          | ?                                                          |
| 이스라엘         | 모레노 핑카스(Moreno Pincas, 1936~?)                               | Peinture en rose(장미빛 그림) & Bleu & vert(푸른색과 녹색) |
| 폴란드           | 브워지미에시 부체크(Wtodzimierz Buczek, 1931~1986)                 | Icone juive(유태인의 아이콘)                               |
| 유고슬라비아     | 블라디미르 트레보세비치(Vladimir Trbosevic, ?~?)                   | Composition(구성)                                          |
| 체코슬라비아     | 조르쉬 코르빈(Georges Corvin, ?~?)                                 | Portrait de jeune fille(젊은 여인의 초상)                  |
| 벨기에           | 플로랑 테랑스 크로멜링크(Florent Térence Crommelynck, 1932~)       | Le port de Brest(브레스트 항구)                            |
| 노르웨이         | 모르텐 크로그(Morten Krohg, 1937~)                                 | Fumeur de pipe(파이프 담배를 피우는 남자)                  |
| 핀란드           | 야코 슬레바넨(Jaakko Slevanen, ?~?)                                | Figure(인물화)                                             |
| 스웨덴           | 예스타 이에로브(Gösta Gierow, 1931~2011)                           | Racine d'arbre(나무뿌리)                                   |
| 네덜란드         | 야프 힐레니위스(Jacob Hillenius, 1934-1999)                        | Nu(누드)                                                   |
| 영국             | 샬럿 제닝스(Charlotte Jennings, 1935~?)                            | Noir hiver(검은 겨울)                                      |
| 아일랜드         | 노엘 셰리던(Noel Sheridan, 1936~2006)                              | Blanc & Orange(흰색과 오렌지색)                            |
| 스위스           | 플라비오 파올루치(Flavio Paolucci, 1934~)                          | L'Espérance(희망의 여신)                                   |
| 오스트리아       | 아돌프 프로너(Adolf Frohner, 1934~2007)                            | Réalité nouvelle(새로운 현실) & Sans titre 61(무제 61)     |
| 그리스           | 바실리스 키프레오스(Basilis Kipreos, 현재 Vasilis Kypraios, 1936~) | Memoires d'un jardin(정원의 추억)                          |
| 이탈리아         | 눈치오 솔렌도(Nunzio Solendo, 1937~)                               | Composition(구성) & Figure(인물화)                         |
| 스페인           | 호아킨 파체코(Joaquín Pacheco, 1934~?)                             | ?                                                          |
| 스페인           | 크리스토발 오르티 센띠예스(Christobal Ortí Centelles, 1930~?)      | Péniches a Saint-Denis(생드니의 거룻배들)                  |
| 프랑스           | 미셸 샤통(Michel Chatton, ?~?)                                     | Nature morte au poisson(물고기가 있는 정물)                |
| 프랑스           | 앙리 로지에(Henri Laugier, 1937~?)                                 | Hermitage St-Jacques(Cavaillon)(카바이용의 생쟈크 예배당)  |
| 프랑스           | 디디에 모로(Didier Moreau, 1933~?)                                 | Jardin(정원)                                               |

#### 한국 대표[16][17]
한국은 1950년 55번째 유네스코 회원국으로 가입했지만 6.25 전쟁으로 아무 활동도 하지 못했고, 1954년 1월 30일이 되어서야 서울대 강당에서 유네스코 한국위원회를 창립했다. 1961년 파리 세계청년화가대회에 참가할 대표를 선정해 보내라는 통지가 도착했을 때 위원장은 6대 오천석 문교부장관이었고, 실제로 행사가 치러질 때는 8대 위원장 문희석 문교부장관이 임기 중이었다. 아직 유네스코 회관이 서울 명동에 건립되기(1967년) 전이었고, 국제조형예술협회 한국위원회도 없었을 때다. 
당시 한국 화단에는 1949년에 설립된 대한미술협회가 있었고, 그에 반발하여 장발 교수를 중심으로 서울대 미대파가 따로 독립해 나와 1955년에 설립한 한국미술가협회가 있었다. 1961년 박정희 군사정부의 문화예술단체 통합정비와 재편성 정책에 의해 두 협회는 6월에 공식 해체되었고, 그 해 12월에는 둘을 통합하는 선거를 다시 치렀다. 그렇게 탄생된 통합협회가 한국미술협회다. 현재 사단법인으로서 국제조형예술협회 한국위원회를 같이 맡고 있지만, 국제조형예술협회 회원국으로 가입한 것은 파리 청년작가대회가 개최된 이후인 1962년 8월 9일이다. 따라서 유네스코에서 한국 대표를 파견하라는 통지서는 유네스코 한국위원회를 통해 1960년 대한미술협회로 보내졌던 것으로 추정된다. 대표 청년화가로 박서보가 선정되었다. 당시 박서보는 참가자의 나이 제한 상한선인 만 30세에 딱 걸렸다. 
다행히 유네스코에서 아시아 작가들의 참가를 돕기 위해 아시아에서 참여하는 작가들 전체에 미화 2500달러를 지원하기로 했고, 결과적으로 박서보에게 돌아오는 몫은 정확히 357.14달러였다. 당시 단칸방을 전전하며 가난한 생활을 하고 있던 박서보는 전세금을 빼서 아내에게 반을 나눠주고 어린 아들과 함께 친정에 내려가 있으라 하고 나머지 반인 40달러를 여비로 챙겼다. 그럼에도 불구하고 항공권을 살 돈이 없어 아시아 재단 서울 사무소에 무턱대고 찾아간 박서보는 어렵게 지원금 1341달러를 지원 받았다. 당시에는 김포공항에 파리행 국제 비행기가 들어오지 않아서 박서보는 일본 하네다 공항으로 가서 거기서 파리로 가는 팬아메리카 항공기를 타야 했다. 
1961년 1월 2일부터 28일까지 있을 대회에 조금 늦어졌지만 박서보는 1961년 1월 3일 김포공항을 떠나 다음날인 1월 4일 새벽 일찍 일본에서 파리행 비행기에 올랐다. 하지만 파리에 도착하고 나서야 박서보는 대회가 10개월 뒤로 미루어졌음을 알게 되었다. 1961년 9월 28일에 개최될 제2회 파리 비엔날레와 시기를 맞추려고 대회를 10개월 뒤로 연기한 것이다. 국제조형예술협회 프랑스위원회에서 1960년 11월 22일자 서신으로 한국에도 통지했지만, 당시 대한미술협회는 실질적으로 활동이 중단되어 있어서 통지를 정확히 받지 못했다. 임시 의원장으로 직무를 대행하던 조각가 김경승이 불어로 공문이 오니까 열어보지도 않은 채 서랍에 넣고 해외로 나가버려 일이 그렇게 되었다. 무턱대고 친구들에게 신세 지며 파리에 남아 버티고 있는 중에 뒤늦게 6월에 그러한 사실이 밝혀져 국제조형예술협회 프랑스위원회는 오해를 풀고 박서보에게 이후 숙소와 식사를 제공해주기로 결정했다. 아시아재단에서도 박서보에게 추가로 미화 600달러의 지원금을 보내주었다. 
박서보는 1961년 10월 2일부터 28일까지 세계청년화가대회의 모든 일정을 마치고, 합동전을 하고, 경연대회에서 1등 수상의 명예를 안고, 대회에서 만나 친해진 오스트리아 대표 아돌프 프로너의 비엔나에 있는 자택을 방문하여 잠시 체류한 뒤 11월에 귀국했다.

## 같이 보기
- 국제조형예술협회 보관됨 2021-07-08 - 웨이백 머신
- 국제조형예술협회 한국위원회
- 유네스코 디지털 라이브러리